# Gulfstream G650
Die Gulfstream G650 / G650ER von Gulfstream Aerospace ist ein zweistrahliges Geschäftsreiseflugzeug. Das G650-Programm wurde im Jahr 2005 gestartet und im Jahr 2008 öffentlich vorgestellt. 

## Geschichte
Die Entwicklung der Gulfstream G650 begann im Jahr 2005. Am 13. März 2008 wurde sie erstmals als Nachfolger der Gulfstream G550 vorgestellt. Die Maschine bietet eine um 28 Prozent größere Kabine als die G550, die 35 cm breiter und 7 cm höher ist. Das Roll-out fand am 29. September 2009 am Firmensitz von Gulfstream in Savannah statt und der Erstflug der Maschine erfolgte am 25. November 2009 mit den Testpiloten Jake Howard und Tom Horne sowie Flugtestingenieur Bill Osborne an Bord. Am 18. November 2011 wurde die provisorische und am 7. September 2012 die endgültige Zulassung durch die US-amerikanische Luftfahrtaufsichtsbehörde FAA erteilt. Die erste Serienmaschine wurde am 20. Dezember 2012 an einen US-amerikanischen Kunden ausgeliefert. Für 2014 wurde Gulfstream für dieses Flugzeug die Collier Trophy zugesprochen.

## Technik

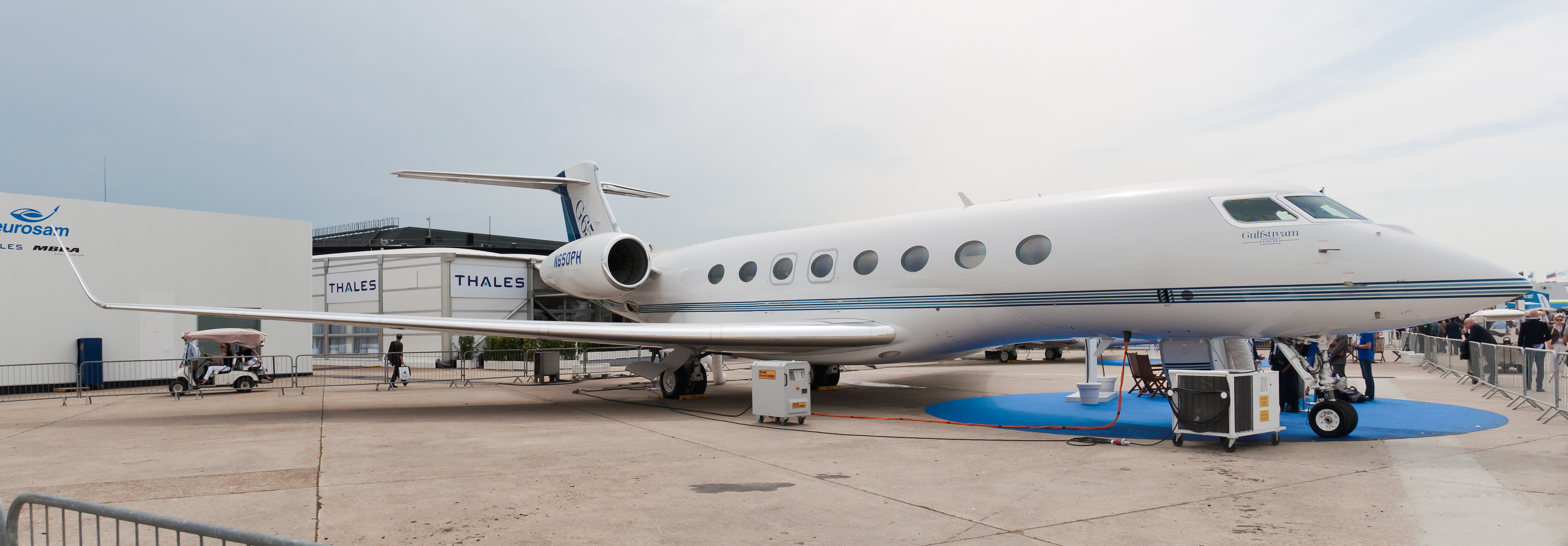
G650 auf der Paris Air Show 2013

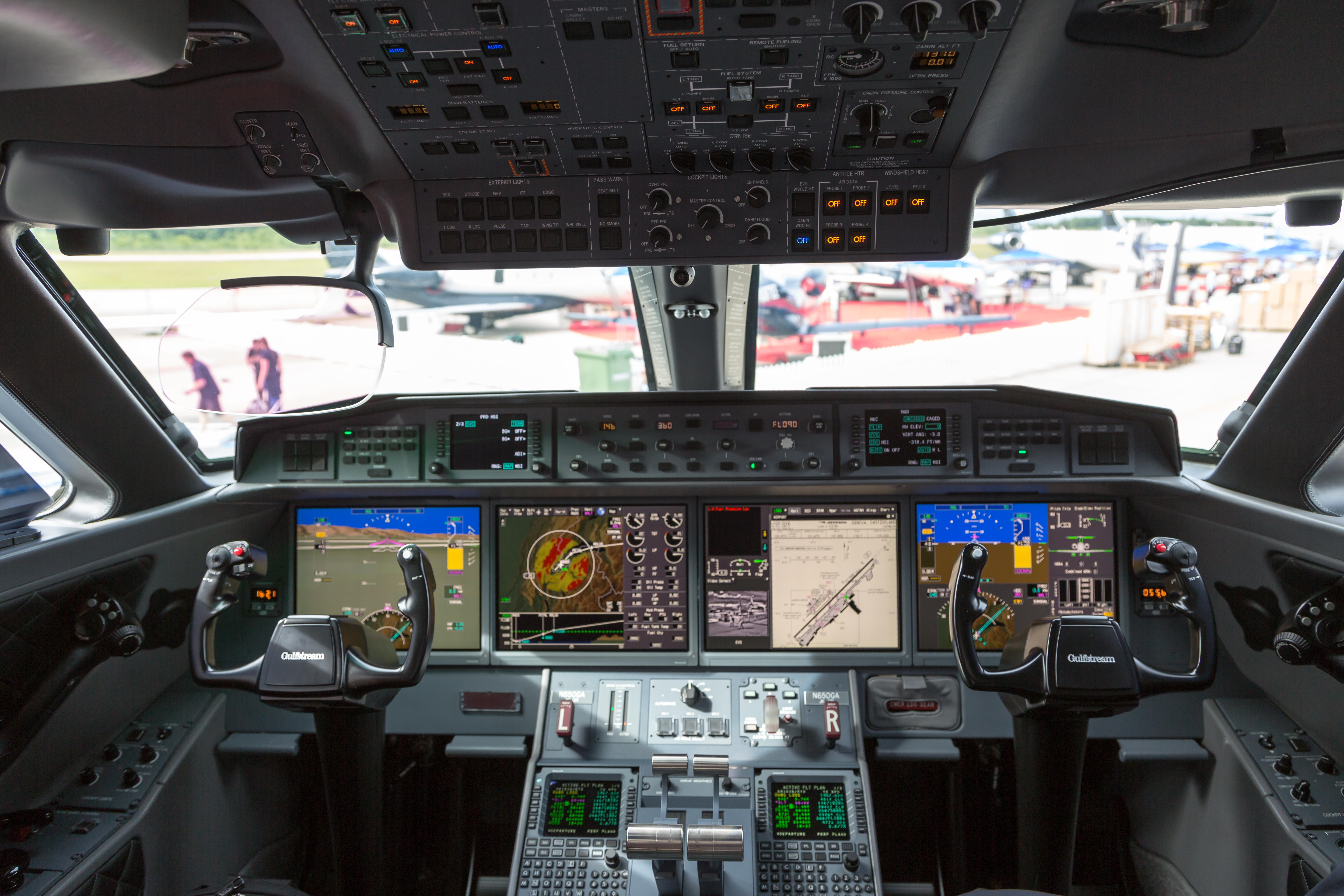
Cockpit

### Triebwerke
Angetrieben wird sie von zwei neu entwickelten und in Deutschland produzierten Triebwerken aus der Rolls-Royce-BR700-Familie mit der Bezeichnung BR725. Die Triebwerke sind eine Weiterentwicklung der Baureihe BR710 und produzieren 75,2 kN (16.900 Pfund) statt 68,4 kN Schub; durch einen geringeren Verbrauch soll die G650 mit dem Triebwerk zwölf Stunden Flugzeit bei Mach 0,9 erreichen. Die integrierte Triebwerksteuerung FADEC ist für verbesserte Wirtschaftlichkeit im jeweiligen Flugzustand zuständig; infolgedessen erreicht dieser Flugzeugtyp sowohl einen Reichweiten- als auch einen Geschwindigkeitsrekord für Businessjets.

### Zelle

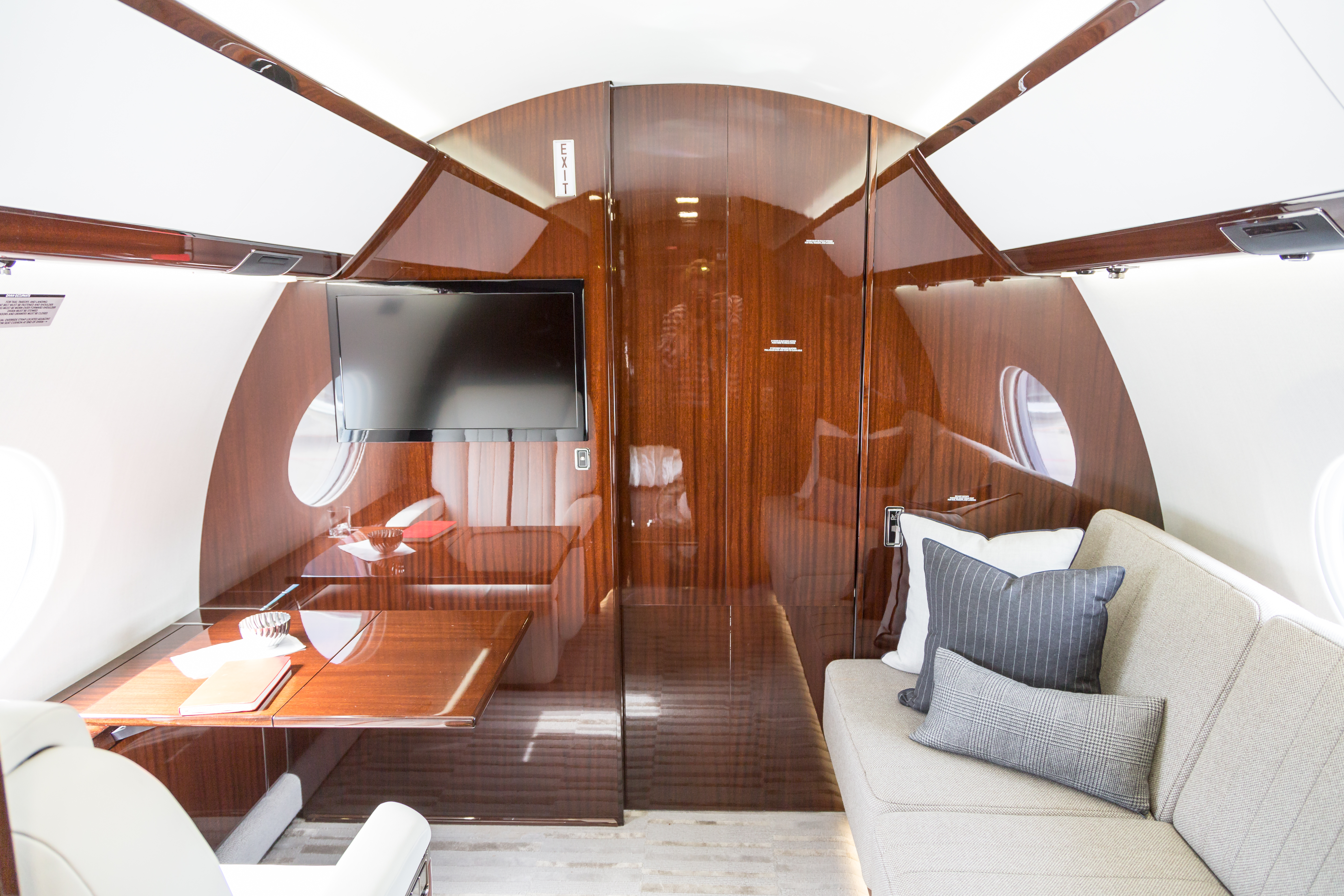
Hintere Kabine (Stateroom)

Die Tragflächen mit einer Pfeilung von 36° enthalten den kompletten Treibstoffvorrat und nehmen in den Tanks bis zu 20.050 kg Kerosin auf. Die G650 ist mit zwei Toiletten, einer Küche, einer Bar und diverser Unterhaltungselektronik sowie Satellitentelefon und kabelloser Internetanbindung ausgestattet. Zudem besitzt die G650 eine vierfach redundante Fly-by-Wire-Steuerung. Die im ovalen Rumpf untergebrachte Kabine für 13 bis 16 Passagiere ist mit 16 großen Fenstern im Format 71 cm × 52 cm ausgestattet und hat insgesamt eine Größe von 16,33 m Länge, 1,95 m Höhe und 2,59 m Breite. Zusätzlich sollen ein gegenüber anderen Maschinen erhöhter Kabinendruck – der Druck in Dienstgipfelhöhe entspricht dem in 1500 Metern Höhe – und eine verbesserte Geräuschdämmung für mehr Komfort sorgen.

### Enhanced Vision System
Die G650-Flugzeuge sollen mit einem Enhanced Vision System genannten Zusatz zum Head-up-Display ausgestattet werden, das über eine Infrarotkamera ein Bild der Umgebung anzeigt und den Piloten ermöglicht, Anflüge bis zu einer Entscheidungshöhe von 100 Fuß (ca. 30 Meter) durchzuführen; dabei wird allerdings keine – teure – Zulassung für Anflüge nach Betriebsstufe CAT II nötig, das Flugzeug fliegt stattdessen nach Betriebsstufe CAT I (normalerweise mit einer Entscheidungshöhe von 200 Fuß und einer Mindestsichtweite von 550 Metern) mit den verringerten Anforderungen von 100 Fuß und 350 Metern Mindestsichtweite. Das System wurde von der EASA zugelassen.
Daneben sind die Luftfahrzeuge aber auch mit einer normalen Zulassung nach CAT II verfügbar und zugelassen.

## Version G650ER (Extended Range)
Am 18. Mai 2014 wurde im Rahmen der jährlichen Ausstellung der European Business Aviation Association bekannt gegeben, dass Gulfstream eine weitere Version der G650 mit erweiterter Reichweite entwickelt hat. Die G650ER hat größere Tanks in den Tragflächen, die bis zu 4000 Pfund (1.814 kg) mehr Treibstoff aufnehmen können als die G650. Auch die maximale Startmasse wurde um diesen Wert erhöht, sodass die maximale Nutzlast bei vollen Tanks unverändert blieb. Die G650ER erreicht mit vollen Tanks und einer Reisegeschwindigkeit von Mach 0,85 eine maximale Reichweite von bis zu 13.900 km. Die Zulassung der G650ER erfolgte im Oktober 2014. Ende März 2019 stellte eine G650ER einen neuen Geschwindigkeitsrekord für Business-Jets auf. Bei dem Flug von Singapur nach Tucson (Arizona) wurde auf der 15.518 km langen Strecke eine mittlere Geschwindigkeit von Mach 0,85 (1007 km/h) gemessen. Dies war bis dahin auch der längste Flug eines Business-Jets überhaupt.
Im Juli 2019 wurde mit einer G650ER ein neuer Weltrekord der schnellsten Erdumrundung mit einem beide Erdpole überfliegenden Flugzeug aufgestellt. Der Flug dauerte 46 Stunden, 40 Minuten.
Bestehende G650 können mit einem Retrofit-Service-Bulletin auf den Stand der G650ER aufgewertet werden. Die Kosten des Service Bulletins betragen rund 2 Millionen US-Dollar.

### G700
Im Oktober 2019 stellte Gulfstream im Rahmen der NBAA Convention & Exhibition in Las Vegas mit der G700 eine Weiterentwicklung der G650 vor. Sie absolvierte erfolgreich ihren ersten Flug am 14. Februar 2020. Die G700 hat eine maximale Reichweite von 13.890 km / 7500 sm bei Mach 0.85 / 902 km/h bei einer Flughöhe von 51.000 ft / 15.545 m. Mach 0.925 / 982 km/h ist die maximal Geschwindigkeit, die durch die beiden Rolls-Royce Pearl 700 Triebwerke erreicht werden kann. Die längere Kabine bietet Platz für 5 Aufenthaltsbereiche und durch ihre 20 großen Fenster gelangt genug Tageslicht ins Innere der G700. Der Preis dieses Luxusjets liegt bei 75 Mio. US-$.

## Zwischenfälle
Am 2. April 2011 stürzte ein Flugzeug der G650-Testflotte (N652GD) direkt nach dem Start vom Roswell International Air Center im US-Bundesstaat New Mexico ab. Alle vier Besatzungsmitglieder – zwei Piloten und zwei Ingenieure – kamen bei dem Vorfall ums Leben. Das Flugzeug hatte einen Start mit simuliertem Triebwerksausfall durchgeführt, um die Länge des Startlaufs bei minimaler Klappenstellung und Triebwerksausfall zu ermitteln. Nach dem Abheben berührte das Flugzeug mit der rechten Tragflächenspitze den Boden und sackte durch. Das Fahrwerk hielt dem Aufprall nicht stand und das Flugzeug fing Feuer. Ursache des Unfalls war eine fehlerhafte Berechnung der sicheren Abhebegeschwindigkeit (V2). Durch die Unterschreitung der tatsächlichen V2 hatte die rechte Tragfläche einen Strömungsabriss. Das Problem des ungewollten Rollens war zuvor schon bei zwei anderen Testflügen aufgetreten. Es war von Gulfstream jedoch nicht ausreichend untersucht worden, sodass die Ursache erst nach dem Absturz ermittelt wurde (siehe auch Gulfstream-Aerospace-Flug 153).

## Technische Daten
| Kenngröße             | Daten |
| --------------------- | --- |
| Besatzung             | 2 |
| Passagiere            | bis zu 18, normalerweise 8                                                                                  |
| Länge                 | 30,40 m |
| Spannweite            | 30,35 m |
| Höhe                  | 7,82 m |
| Kabinenmaße           | 16,33 m × 2,59 m × 1,95 m                                                                                   |
| Nutzlast              | 2.948 kg |
| Leermasse             | 24.494 kg                                                                                                   |
| max. Startmasse       | 45.179 kg (G650ER: 46.993 kg)                                                                               |
| Höchstgeschwindigkeit | Mach 0,925                                                                                                  |
| Reisegeschwindigkeit  | Mach 0,85 bzw. 902 km/h (41.000 ft)                                                                         |
| Dienstgipfelhöhe      | >15.545 m (FL 510)                                                                                          |
| Reichweite            | - maximal: 12.964 km (bei Mach 0,85), G650ER: 13.900 km (bei Mach 0,85) - typisch: 9.260 km (bei Mach 0,90) |
| Startstrecke          | 1.829 m |
| Landestrecke          | 914 m |
| Triebwerke            | zwei Mantelstromtriebwerke Rolls-Royce BR700-725A1-12 mit je 71,6 kN Schub                                  |
| Preis                 | 65 Mio. US-Dollar                                                                                           |